# Temperatura de descomposición autoacelerada
La temperatura de descomposición autoacelerada (TDAA) es la temperatura más baja a la que un material o sustancia química puede sufrir una descomposición exotérmica. Se aplica a las materias autorreactivas de la clase 4.1 y a los peróxidos de la clase 5.2, según el Acuerdo ADR.
Es una medida que depende del efecto combinado de la temperatura ambiente, la cinética de la reacción de descomposición, el tamaño del embalaje y las propiedades de transmisión térmica de la sustancia y de su envase.

## Características de la TDAA
Las reacciones autoaceleradas pueden ser violentas y provocan, por lo general, la ruptura del recipiente o contenedor y la dispersión de los productos de descomposición líquidos y gaseosos a distancias considerables. El calor generado puede provocar la autoignición de los vapores inflamables. Por lo general, existe un período de tiempo después de que sea alcanzada esta temperatura y antes de que la descomposición se vuelva violenta. La magnitud de ese intervalo de tiempo depende de cuánto se supere esta temperatura, lo cual puede acelerar la descomposición. Como regla general, esta temperatura tiende a disminuir con el aumento de tamaño de los envases.
Aunque algunos peróxidos orgánicos pueden almacenarse con seguridad a temperatura ambiente, la mayoría requieren algún tipo de control de la temperatura. Para largos periodos de almacenamiento, el peróxido orgánico generalmente se mantiene a una temperatura inferior a la temperatura máxima de almacenamiento seguro, según lo determinado por su TDAA.

## Modelos de determinación de la TDAA
Para interpretar los resultados de las pruebas de determinación de la TDAA, se pueden usar varios modelos, según que la resistencia al flujo térmico se encuentre:
- En el envase o embalaje del producto (modelo de Semenov)[7]
- En el interior de la sustancia (modelo de Frank-Kamenetskii)[8]
- En una combinación de los anteriores (modelo de Thomas)[9]